# Lijst van rijksmonumenten in Reutum
De plaats Reutum telt 8 inschrijvingen in het rijksmonumentenregister. Hieronder een overzicht.
| Object                                                                                             | Oorspronkelijke functie?  | Bouwjaar  | Architect | Locatie            | Coördinaten?                  | Nr.?   | Afbeelding                    |
| -------------------------------------------------------------------------------------------------- | ------------------------- | --------- | --------- | ------------------ | ----------------------------- | ------ | ----------------------------- |
| Boerderij met vakwerk met baksteenvulling en houten topgevels boven woon- en bedrijfsgedeelte      | Boerderij                 |           |           | Ootmarsumseweg 340 | 52° 23' 41" NB, 6° 50' 25" OL | 35759  | Meer afbeeldingen             |
| Erve deeperink (Schuurtje van vakwerk met baksteenvulling)                                         | Boerderij                 |           |           | Zoekeweg bij 18    | 52° 23' 10" NB, 6° 51' 30" OL | 35760  | Meer afbeeldingen             |
| De Vier Winden                                                                                     | Industrie- en poldermolen | 1862      |           | Oude Bornsedijk 30 | 52° 21' 56" NB, 6° 50' 34" OL | 35761  | Meer afbeeldingen             |
| Boerderij van het dwarshuistype met tweekaps schuur, opgetrokken in rode baksteen onder zadeldaken | Boerderij                 | 1910      |           | Zoekeweg 18        | 52° 23' 10" NB, 6° 51' 30" OL | 507953 | Upload foto                   |
| Bakstenen schuur met trasraam onder zadeldak met wolfeinden, bedekt met rode muldenpannen          | Boerderij                 | 1935      |           | Zoekeweg bij 18    | 52° 23' 10" NB, 6° 51' 30" OL | 507954 | Upload foto                   |
| Wagenschuur onder zadeldak met hollandse pannen gedekt                                             | Boerderij                 | 1880-1890 |           | Zoekeweg bij 18    | 52° 23' 10" NB, 6° 51' 30" OL | 507955 | Upload foto                   |
| Met cement aangestreken schuur onder zadeldak met oud hollandse pannen gedekt                      | Dierenverblijf            | 1920-1930 |           | Zoekeweg bij 18    | 52° 23' 10" NB, 6° 51' 30" OL | 507956 | Upload foto                   |
| Schuur van een afwijkend type                                                                      | Boerderij                 | 1935      |           | Kerkstraat 66      | 52° 23' 30" NB, 6° 50' 40" OL | 507959 | Schuur van een afwijkend type |